# Adrianizm
Adrianizm – doktryna głoszona najpierw w Anglii, a później także w Holandii przez Adriana Hamsteda (1524-1581). Adrianiści uważali, że do chrztu powinny zostać dopuszczone dopiero kilkunastoletnie dzieci, które mogą zrozumieć znaczenie tego sakramentu. Twierdzili również, że Jezus Chrystus poczęty został tak jak każdy człowiek, nie za sprawą Ducha Świętego, zaś założenie Kościoła było zwykłym przypadkiem. Hamsted podzielał również poglądy współczesnych mu anabaptystów.